# Senst
Senst è una frazione della città tedesca di Coswig (Anhalt), nella Sassonia-Anhalt.

Conta (2007) 236 abitanti.

## Storia
Senst fu nominata per la prima volta nel 1228.

Costituì un comune autonomo fino al 1º gennaio 2009.